# Marija Pavlović
Marija Pavlović Lunetti (Čitluk, Bijakovići, Bosnia y Herzegovina, 1 de abril de 1965) es una mística católica, misionera, conferencista y escritora reconocida porque afirma recibir visiones de la virgen Maria conocidas como apariciones marianas de Medjugorje.

## Biografía
Marija Pavlovic nació en la aldea de Čitluk, Bijakovići, Bosnia y Herzegovina cerca de Međugorje el 1 de abril de 1965. Hija de dos granjeros: Filippo e Iva. Tiene tres hermanas y tres hermanos; para salvar la vida de uno de sus hermanos, donó uno de sus riñones. Se casó con un italiano, Paolo Lunneti, en Milano en 1993. con quien vive en una mansión en Monza junto con sus cuatro hijos, aunque vive la mayor parte del año en Milán, Italia, visita Medjugorje con frecuencia.

### Experiencia mística
En el momento de las supuestas apariciones, tenía 15 años. Terminó la escuela secundaria en Mostar. Se convirtió en vidente desde el segundo día de las supuestas apariciones el  de 1981.
Ella dice que recibe apariciones diarias, recibió nueve secretos de la Gospa y recibe un mensaje el 25 de cada mes para el mundo entero, comunica el texto del mensaje a la parroquia de San Giacomo en Medjugorje, para su posterior divulgación. Estos mensajes fueron hechos públicos por primera vez por los franciscanos que supervisaban a los videntes, Tomislav Vlašić, luego, después de él, Slavko Barbarić, La intención de oración que la Virgen le confió es por las almas del purgatorio.
Lleva a cabo una intensa actividad de testimonio en Italia (Desio, Bolonia, Brescello, Canazei) también dedicándose al diálogo personal con los fieles.
Junto con la hermana Emmanuel Maillard, viaja por el mundo para dar testimonio de su devoción y fe donde quiera que vaya, dice que recibe una aparición. Fue sometida a numerosos estudios clínicos, tanto en los años 1981-1985, y más recientemente en 2005 por el neurólogo francés Phillipe Loron, quien habría comprobado su normalidad psíquica y la ocurrencia real de un estado de éxtasis durante las supuestas apariciones.

Una vez le preguntaron por qué no se había convertido en monja, a lo que ella respondió:
«Durante todos esos años pensé que iba a ser monja. Empecé a visitar un monasterio, mi deseo de ir allí era muy fuerte. Pero la abadesa me dijo:
"Marija, si sueles unirte, puedes hacerlo, pero si el obispo decide que no puedes hablar de Međugorje, debes escucharlo".

“En ese momento, comencé a pensar que mi vocación es tal vez que soy testigo de lo que vi y sentí, y que buscaré mi santidad fuera del monasterio.»
También afirma tener apariciones diarias y que guarda nueve secretos de la virgen Maria (La Gospa).
Ella afirma que Gospa envía sus mensajes mensuales para el mundo. Estos mensajes fueron hechos públicos al principio por el fraile Tomislav Vlašić, y luego por el fraile Slavko Barbarić.
Más tarde, en febrero de 1988, se unió el fraile Tomislav Vlašić , un promotor de la nueva era y su comunidad grupal "Reina de la Paz, donde es totalmente tuyo - De María a Jesús" en Parma, Italia, con otros 15 jóvenes y mujer. Participaron en ejercicios espirituales de cinco meses.
Ella dejó el grupo en julio de 1988. Vlašić era un exfraile desde 1987 que con su asistente alemana Agnes Heupel fundó una comunidad mística. Heupel también afirmó recibir mensajes de Gospa.
Vlašić afirmó, a través del testimonio de Pavlović, que la comunidad era una obra de Gospa en sí misma.

Pavlović le entregó una respuesta en marzo de 1987 a su pregunta a la Gospa sobre la comunidad, que, entre otras cosas, declaró:
"Este es el plan de Dios" y que " Gospa dirige al grupo a través del padre Tomislav y Agnes, a través del cual ella envía sus mensajes para la comunidad ".
En julio de 1988, Pavlović negó cualquier mensaje de Gospa con respecto a la comunidad.
Pavlović Lunetti también fue objeto de una gran vergüenza cuando respaldó públicamente el libro de Maria Valtorta El poema del hombre Dios . El libro de Maria Valtorta contiene supuestas revelaciones sobrenaturales, calificadas por las autoridades eclesiásticas como "fraudulentas o provenientes de una mente enferma". Pavlović Lunetti dijo que la virgen le dijo sobre el libro que "se puede leer ... es una buena lectura". Sus declaraciones escandalizaron a los teólogos católicos.

## Libros
- 1998 La Madonna que nos enseña a orar, escrito junto con Livio Fanzaga y publicado en Italia por Editrice Shalom.